# Henri Isemborghs
Henri „Rik” Isemborghs, właśc. Hendrik Victor Isemborghs (ur. 30 stycznia 1914 w Antwerpii, zm. 9 marca 1973) – belgijski piłkarz występujący na pozycji napastnika, reprezentant Belgii w latach 1935–1939.

## Kariera klubowa
Przez całą swoją karierę piłkarską Isemborghs grał w klubie Beerschot VAC. Zadebiutował w nim w 1932 roku. W sezonach 1937/38 i 1938/39 wywalczył z nim mistrzostwo Belgii. W 1944 roku zakończył karierę.

## Kariera reprezentacyjna
W reprezentacji Belgii zadebiutował 31 marca 1935 w przegranym 2:4 towarzyskim meczu z Holandią, rozegranym w Amsterdamie. W 1938 roku został powołany do kadry na Mistrzostwa Świata we Francji. Rozegrał na nich jeden mecz z Francją (1:3), w którym strzelił gola. Od 1935 do 1939 roku rozegrał w kadrze narodowej 16 spotkań i strzelił 8 bramek.

## Sukcesy
Beerschot VAC
- mistrzostwo Belgii: 1937/38, 1938/39